# Гроцка (община)
Община Гроцка (на сръбски: Општина Гроцка) е част от Белградски окръг. Заема площ от 289 км2. Административен център е гр. Гроцка.

## Население
Според преброяването от 2002 г. жители на общината са 75 466 души.

## Селища
- Бегалица
- Болеч
- Винча
- Върчин
- Гроцка
- Дражан
- Живковац
- Заклопача
- Калугерица
- Камендол
- Лещане
- Пударци
- Ритопек
- Умчари